# Comté de Rusk (Wisconsin)
Pour les articles homonymes, voir Comté de Rusk et Rusk.
Le comté de Rusk est un comté situé dans l'État du Wisconsin aux États-Unis. Son siège est Ladysmith. Selon le recensement de 2000, sa population était de 15 347 habitants.